# 顧水如
顧 水如（こ すいにょ、グ・シュイル、1892年3月3日 - 1971年6月19日）は、中国の囲碁棋士。本名は顧思浩で、水如は号。江蘇省松江府金山県楓涇鎮（現在の上海市金山区楓涇鎮）出身。現代中国初期の代表的な棋士。楓涇古鎮出身者の「三画一碁」と呼ばれる一人。

## 経歴
両親や兄も碁好きで、9歳の時に中国象棋と囲碁を習う。17歳頃から上海にて、無錫の范楚卿・合肥の張楽山・江都の王燕卿らに教えを受け、「時報」紙で囲碁記事を執筆、その後北京へ移る。1915年には日本に囲碁留学し、本因坊秀哉・瀬越憲作・広瀬平治郎らに学ぶが、喜多文子に二子で敗れて失意で帰国する。帰国後は「時報」囲碁欄の編集主任に招かれ、林元美『碁経衆妙』の紹介などを執筆。その後汪雲峰・劉棣懐らと北京に在住、当時の中国囲碁の第一人者として、北京政府の段祺瑞の碁の相手を務める。1919年に高部道平らと本因坊秀哉が訪中した際は、他の中国棋士は本因坊秀哉に四子で対局したが、顧水如は三子で打って勝ち、瀬越憲作とは二三子で対局する。1922年に北京の海豊軒で見いだした呉泉少年を指導し、段祺瑞に引き合わせ、また号として清源と付けた。劉棣懐が上海に移ってからは「南劉北顧」と呼ばれる。
1926年に日本から訪中した岩本薫に二子で対戦する。この年に段祺瑞が失脚すると、棋士達は後ろ盾を失って散り散りになり、顧水如は上海に帰り、王子晏らとともに活躍、1932年に上海囲棋社を設立。1934年に木谷實・呉清源らが上海を訪問した時に劉棣懐らとともに呉清源に再会。1942年に汪兆銘政権の経済顧問青木一男の招きで瀬越憲作・呉清源らが訪中した際も、王幼宸らとともに対局に参加、日本棋院から四段を贈られた。
終戦後は顧水如・劉棣懐・魏海鴻・陳藻藩が「上海四棋家」と呼ばれ、棋士達はアマチュアに指導することで生計を立てていた。また7歳の陳祖徳を育成、上海市長だった陳毅に引き合わせ、陳祖徳に五子と四子で打った棋譜を日本の呉清源に送り、陳祖徳が日本でも注目されるようになる。1953年に陳毅より劉棣懐らとともに文学歴史資料館の館員として招かれる。次いで上海市政治協商会議委員となり、蘇州河の河浜大廈に移る。1955年には資料館で建国後初の市単位での大会、上海市棋友親善大会に参加して6位。これ以後は主に審判として活動。1960年に上海棋社による新中国最初の囲碁雑誌「囲棋」の副編集主幹となる。同年の第1回日中囲碁交流では、訪中した瀬越憲作と対戦（打掛け）。1960年代に上海体育倶楽部に囲棋訓練班を作り、その指導を担当。続いて1962年には上海市アマチュア囲棋学校の校長を務める。文化大革命時は松江県に移り、囲碁の指導をしていた。1971年に松江県の人民病院で死去。